# Union-Inseln
Die Union-Inseln sind eine polynesische Inselgruppe im zentralen Pazifik. Die Inseln haben ca. 1.350 Einwohner, verteilt auf vier Atollen mit zusammen rund 14 km² Fläche.
Seit der Teilung der Inseln (1925) gehören sie teils zu Neuseeland, teils zu Amerikanisch-Samoa
Gliederung
1. Tokelau, 1.336 Einw. auf 12,2 km² (3 Atolle) – Neuseeland
2. Swains Island, 17 Einw. auf 1,8 km² (1 Insel) – Amerikanisch-Samoa